# Real Madryt (piłka nożna kobiet)
Real Madryt Femenino (poprzednio Club Deportivo Tacón) – hiszpański kobiecy klub piłkarski z siedzibą w Madrycie. Założony w 2014 roku, jako CD Tacón, obecnie gra w Primera División. Nazwa Tacón była akronimem słów Trabajo, Atrevimiento, Conocimiento, Organización, Notoriedad, które oznaczają kolejno Praca, Dzielność, Wiedza, Organizacja, Sława.

## Historia
CD Tacón został założony 12 września 2014 roku. W swoim pierwszym sezonie, 2015/2016, klub zarejestrował jedynie drużynę złożoną z zawodniczek poniżej 14. roku życia. 24 czerwca 2016 roku Tacón ogłosił fuzję z CD Canillas, dzięki czemu klub zyskał drużyny seniorek i do lat 19.
Po trzech sezonach spędzonych w Segunda División, 19 maja 2019 roku zespół po raz pierwszy wywalczył awans do Primera División.
Z dniem 1 lipca 2020 roku doszło do kolejnej fuzji w dziejach klubu, tym razem z Realem Madryt. W jej wyniku po raz pierwszy w historii Królewskich powstała sekcja kobiecej piłki nożnej. W trakcie sezonu 2020/2021 zespół będzie trenować i rozgrywać swoje mecze w ośrodku Ciudad Real Madrid.